# Stadion an der Gellertstraße
Het Stadion an der Gellertstraße is een voetbalstadion in de Duitse stad Chemnitz dat dient als thuisstadion van de voetbalclub Chemnitzer FC. Het stadion heeft 18.700 plaatsen waarvan 1.050 zitplaatsen.

## Geschiedenis
De bouw van het stadion begon in 1933, en in 1934 werd het stadion geopend. Tot het einde van de Tweede Wereldoorlog werd het gebruikt door de voetbalvereniging PSV Chemnitz, maar daarna werd het overgenomen door SG Cheimnitz Nord, de voorloper van het huidige Chemnitzer FC. In 1950 werd het stadion naar de kort daarvoor overleden communistische minister  Dr. Kurt Fischer vernoemd, wat na de val van de muur weer ongedaan gemaakt werd. 
Sinds het einde van de jaren 60 maakt Chemnitzer FC (of diens voorloper FC Karl-Marx-Stadt) steeds vaker gebruik van het grotere Ernst-Thälmann-Stadion, het huidige Sportforum Chemnitz, ook nadat in 1989 de hoofdtribune van het stadion overdekt werd. Pas na een ingrijpende renovering in 1998/1999 speelt de voetbalclub opnieuw al zijn thuiswedstrijden aan de Gellertstraße. In 2009 kreeg het stadion veldverwarming.